# Christoph Schorer

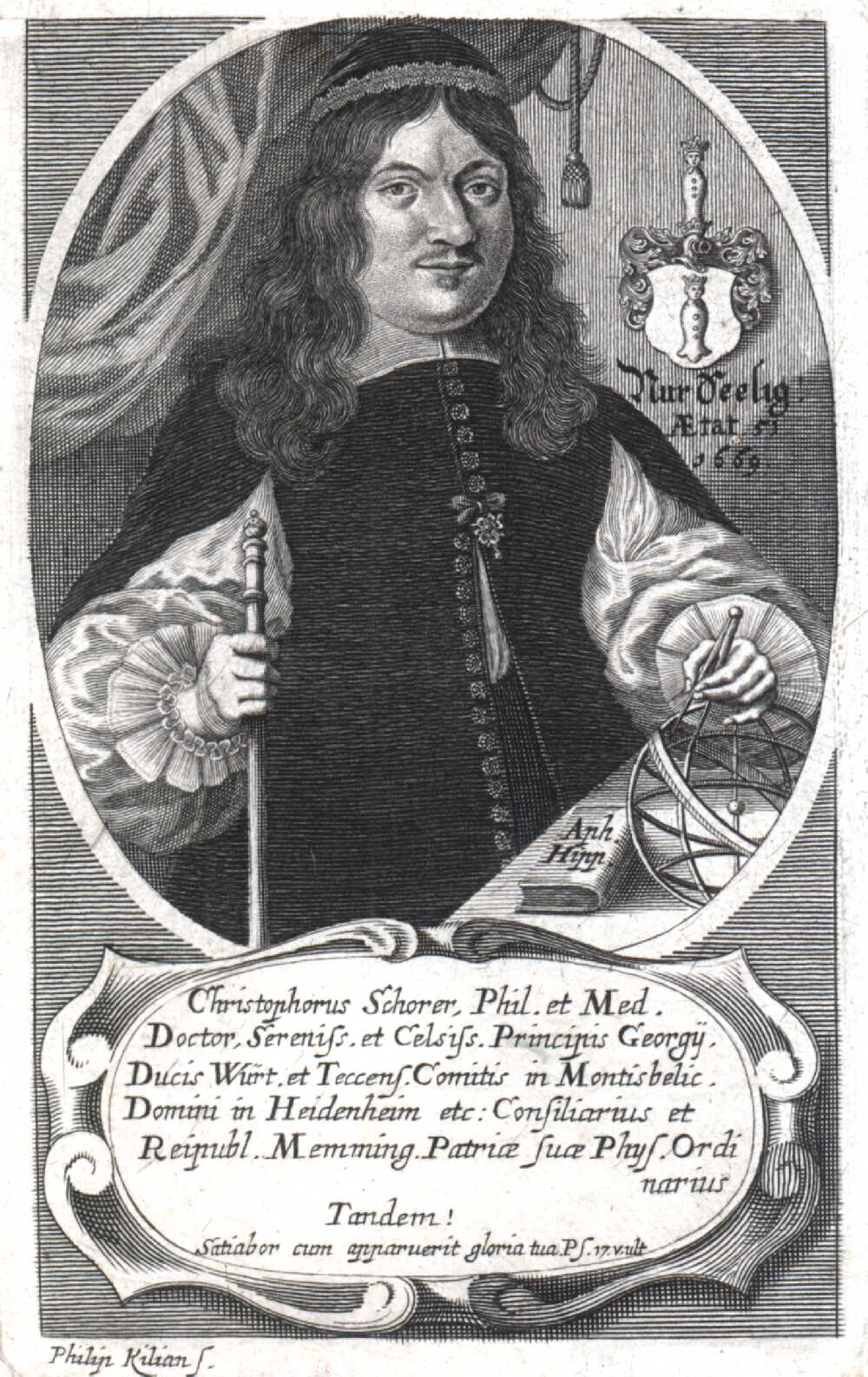
Porträt des Christoph Schorer

Christoph Schorer (* 2. Dezember 1618 in Memmingen; † 12. Februar 1671 ebenda) war ein deutscher Mediziner, Dichter und Astrologe der Barockzeit.

## Leben
Der multitalentierte schwäbische Arzt war Sohn eines Juristen. Nach Schulabschluss an der Memminger Lateinschule immatrikulierte er sich 1639 an der medizinischen Fakultät in Straßburg, wo er bald Verbindung mit den Mitgliedern der Aufrichtigen Tannengesellschaft, vor allem Johann Matthias Schneuber und Jesaias Rompler, aufnahm. Ihre Sprachgesellschaft erweckte in ihm das Interesse für die Reinigung der deutschen Sprache von Fremdwörtern, was ihn 1643 zur Veröffentlichung seines oft aufgelegten Sprachverderbers anregte. Schon hier frönte er zugleich seinem astrologischen Hobby, als er mit der alljährlichen Herausgabe eines Prognosticons begann, worin er aus den Sternen die Ereignisse des kommenden Jahres voraussagte. Von dieser beliebten Publikation erschienen 30 Jahrgänge.
Eine Reihe von Studienfahrten führten ihn über Basel zur berühmten Medizinschule in Montpellier und schließlich nach Padua, wo er 1654 promovierte. In die Heimatstadt zurückgekehrt, übernahm er die Nachfolge seines Großvaters als Stadtphysikus und veröffentlichte hier eine Reihe medizinischer und hygienischer Handbücher für den Hausgebrauch in deutscher Sprache, um das einfache Volk zu erreichen.

## Werke (Auswahl)
- Kurtzer Bericht, wie man sich vor der Pest bewahren solle. Ulm 1666.
- Mann-Verderber. O. O. 1644.
- Memminger Chronik. Ndr. d. Ausg. Ulm 1660.
- Medicina Peregrinantium, Oder: Artzney der Raisenden. Ulm 1663.
- Der Unartig Teutsche Sprachverderber. Hrsg. von  Reinhold Bechstein. In: Deutsches Museum. N.F. 1 (1862), S. 295–320 (Ndr. d. Ausg. 1643).

## Werk- und Literaturverzeichnis
- Gerhard Dünnhaupt: "Christoph Schorer (1618-1671)", in: Personalbibliographien zu den Drucken des Barock, Bd. 5. Stuttgart: Hiersemann 1991, S. 3793–3809. ISBN 3-7772-9133-1